# Wohn- und Wirtschaftsgebäude Am Weserdeich 25
Das Wohn- und Wirtschaftsgebäude Am Weserdeich 25 im niedersächsischen Elsfleth-Lienen, Bauerschaft Oberhammelwarden, direkt an der Weser, im Landkreis Wesermarsch, stammt vom 18. Jahrhundert.

Aktuell (2023) wird es als Wohnhaus und wohl landwirtschaftlich genutzt.
Das Gebäude steht unter Denkmalschutz (siehe auch Liste der Baudenkmale in Elsfleth).

## Geschichte
Das eingeschossige giebelständige Wohn- und Wirtschaftsgebäude als Zweiständer-Hallenhaus in Fachwerk mit Steinausfachungen, mit reetgedecktem sanierungsbedürftigen Krüppelwalmdach, mit Niedersachsengiebeln und Uhlenloch sowie der Grooten Door mit Rundbogen stammt von 1737 (Inschrift über dem Tor). Der Wohnteil wurde um 1920 in Backstein erneuert.
Auf dem baumbestandenen Grundstück stehen auf einer Wurt weitere nicht denkmalgeschützte Anlagen.
Das Landesdenkmalamt befand: „… geschichtliche Bedeutung … als beispielhaftes Fachwerkhallenhaus der 1. Hälfte des 18. Jhs.“